# Prava tršlja
Prava tršlja (prava pistacija, pistačo, la. Pistacia vera) je drvo koje može dosegnuti visinu do 10 m i listove duge od 10-20 cm. Prirodno stanište je jugozapadna Azija.
Ljudi su se hranili pistacijom još u doba paleolitika. Pistacija se upotrebljava u sladoledu i u nekim drugim slasticama. Pistacija je vjerojatno dobila ime po perzijskom kralju Pestehu.
Pistacija sadrži 50% masnog ulja, 20% bjelančevina, 20% ugljikohidrata, 2% vlakna, kalija, kalcija, magnezija i željeza.